# Jordan Larsson
Carl Henrik Jordan Larsson (Rotterdam, 20 giugno 1997) è un calciatore svedese, attaccante del Copenaghen e della nazionale svedese.

## Biografia
È figlio di Henrik Larsson, ex attaccante di origini capoverdiane, tra gli altri, del Barcellona, del Manchester Utd e della nazionale svedese.
Nato nei Paesi Bassi ai tempi in cui il padre militava nel Feyenoord, il suo nome prende ispirazione dal cestista Michael Jordan.

## Carriera

### Club

#### Gli inizi con l'Högaborg e l'Helsingborg
Proprio come fece il padre in gioventù, anche Jordan ha iniziato la sua carriera nell'Högaborgs BK, dove nel frattempo il padre stesso ha ricoperto il ruolo di vice allenatore (limitatamente alla stagione 2013).
Il suo debutto in Allsvenskan è arrivato il 27 luglio 2014 con la maglia dell'Helsingborg, in occasione del pareggio interno contro l'Örebro.
Nel 2015 la guida tecnica del club è stata affidata al padre Henrik, presentato come capo allenatore al posto di Roar Hansen.
Il 6 giugno 2015 Jordan Larsson ha realizzato il suo primo gol nel massimo campionato svedese, due settimane prima del 18º compleanno, nella vittoria per 3-0 sull'Åtvidaberg.
La stagione 2016 si è rivelata particolarmente difficoltosa per la squadra, che si è classificata terzultima ed è stata costretta a un doppio spareggio contro l'Halmstad (terzo in Superettan). Dopo l'1-1 esterno dell'andata, Jordan Larsson all'82' minuto della sfida di ritorno ha segnato il gol dell'1-0 che sembrava poter garantire la permanenza in Allsvenskan. Nei minuti finali l'Halmstad ha ribaltato il punteggio con due reti, condannando l'Helsingborg alla retrocessione: i rossoblu militavano nella massima serie da 24 anni consecutivi. Al fischio finale, Jordan Larsson (che già nel corso della stagione aveva avuto screzi minori con una frangia della tifoseria) è stato attaccato in campo da alcuni invasori a volto coperto.

#### NEC e IFK Norrköping
Il 2 gennaio 2017 si è trasferito ufficialmente nei Paesi Bassi (dove già il padre Henrik era approdato dalla Svezia nel 1993) con un contratto valido con il N.E.C. fino al luglio del 2020. Undici giorni dopo ha esordito in Eredivisie, quando è subentrato a Kévin Mayi nella vittoria per 1-0 sul contro il Willem II. A fine anno la squadra è retrocessa in Eerste Divisie. Larsson ha segnato il suo primo gol olandese alla prima giornata del campionato di seconda serie 2017-2018 contro l'Almere City, realizzando addirittura una doppietta. Insoddisfatto del suo ruolo in squadra, a settembre in un'intervista ha preso in considerazione l'ipotesi di cambiare squadra.
Il 2 gennaio 2018 è tornato nel calcio svedese con il contratto triennale firmato con l'IFK Norrköping. Nella stagione 2018 ha segnato una sola rete in 24 presenze in campionato, 17 delle quali ottenute partendo dalla panchina. Molto più prolifica è stata per lui la stagione 2019, iniziata con 11 gol segnati in 16 partite disputate, ruolino che lo aveva portato in vetta alla classifica marcatori prima della cessione avvenuta a campionato in corso.

#### Spartak Mosca

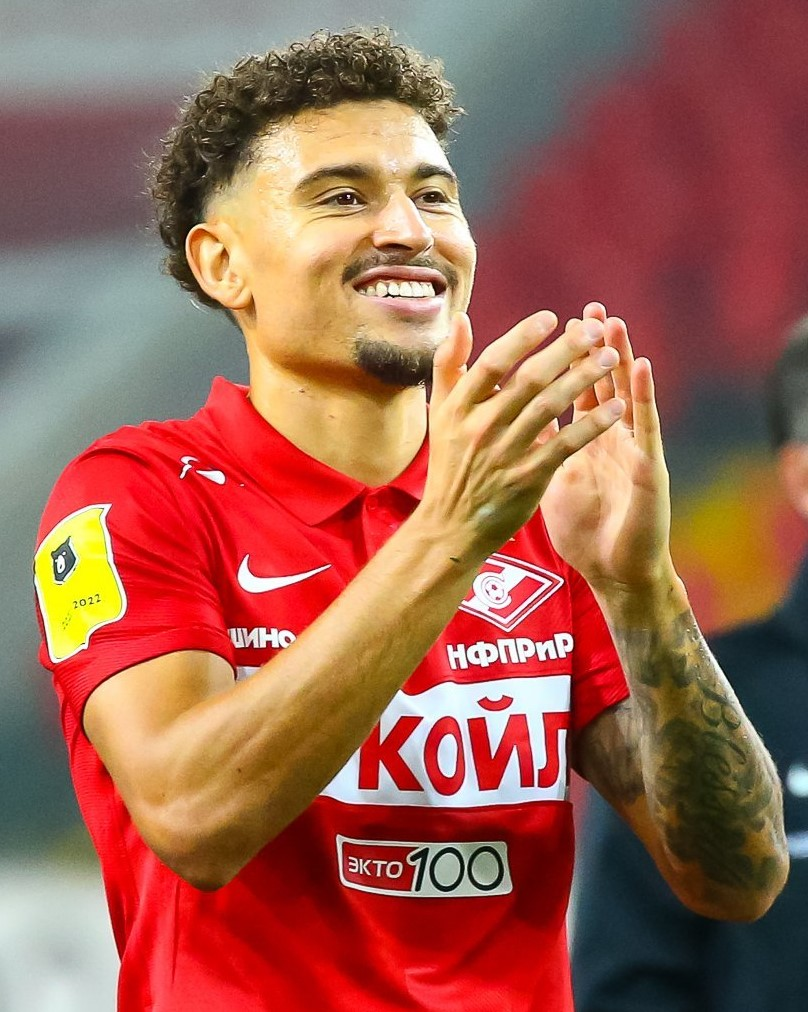
Larsson con la maglia dello Spartak Mosca nel 2021

Il 2 agosto 2019, infatti, Larsson è stato acquistato dallo Spartak Mosca, che stando alle indiscrezioni di stampa avrebbe pagato al club svedese circa 5 milioni di euro per rilevare il cartellino. Al suo primo anno con il club moscovita, ha realizzato 7 reti in 26 partite di campionato. Nella Prem'er-Liga 2020-2021, invece, si è issato al terzo posto nella classifica cannonieri di quell'edizione, con 15 gol in 29 presenze. Nella parte di stagione 2021-2022, prima di lasciare la Russia, ha segnato una rete, in occasione della sfida casalinga di Europa League contro il Leicester City.

#### AIK
Il 4 aprile 2022, gli svedesi dell'AIK hanno annunciato il tesseramento di Larsson fino al successivo 30 giugno. Nonostante la finestra svedese di mercato fosse chiusa, il trasferimento è stato possibile in virtù di una specifica possibilità data dalla FIFA, la quale permetteva ai giocatori militanti nel campionato russo o ucraino di sospendere temporaneamente il loro contratto con il club di appartenenza a seguito dell'invasione russa dell'Ucraina. All'AIK ha giocato 11 partite segnando 3 reti. Al termine di questo periodo, non è tuttavia tornato allo Spartak, poiché sul finire di giugno ha rescisso il contratto che lo legava al club russo.

#### Schalke 04
Il 5 agosto 2022, venne acquistato dallo Schalke 04. Esordisce con il nuovo club il 13 agosto, subentrando al 60', al posto di Tobias Mohr, nella partita di campionato contro il Borussia M'gladbach.

### Nazionale
Il 7 gennaio 2018 esordisce con la nazionale maggiore nell'amichevole pareggiata 1-1 contro l'Estonia.
Il 18 maggio 2021 viene inserito nella lista definitiva dei convocati per Euro 2020, competizione disputata un anno dopo a causa della pandemia di COVID-19.

## Palmarès

### Club

#### Competizioni nazionali
- Coppa di Russia: 1

Spartak Mosca: 2021-2022
- Campionato danese: 2

Copenhagen: 2022-2023, 2024-2025
- Coppa di Danimarca: 2

Copenhagen: 2022-2023, 2024-2025